# Polypodium parvulum
Polypodium parvulum là một loài dương xỉ trong họ Polypodiaceae. Loài này được Bory ex Willd. mô tả khoa học đầu tiên năm 1810.